# Фурус-ди-Бревис (микрорегион)
Фурус-ди-Бревис (порт. Microrregião de Furos de Breves) — микрорегион в Бразилии, входит в штат Пара. Составная часть мезорегиона Маражо. Население составляет 204 114 человек (на 2010 год). Площадь — 30 098,373 км². Плотность населения — 6,78 чел./км².

## Демография
Согласно сведениям, собранным в ходе переписи 2010 г. Национальным институтом географии и статистики (IBGE), население микрорегиона составляет:
| Полное население                             | Полное население                             | Полное население                             | Полное население                             | 204 114 |
| -------------------------------------------- | -------------------------------------------- | -------------------------------------------- | -------------------------------------------- | ------- |
| в том числе:                                 | Городское население                          | 86 364                                       | Процент городского населения, %              | 42,31   |
|                                              | Сельское население                           | 117 750                                      | Процент сельского населения, %               | 57,69   |
|                                              | Мужское население                            | 106 090                                      | Процент мужского населения, %                | 51,98   |
|                                              | Женское население                            | 98 024                                       | Процент женского населения, %                | 48,02   |
| Плотность населения, чел/км²                 | Плотность населения, чел/км²                 | Плотность населения, чел/км²                 | Плотность населения, чел/км²                 | 6,78    |
| Население микрорегиона в % к населению штата | Население микрорегиона в % к населению штата | Население микрорегиона в % к населению штата | Население микрорегиона в % к населению штата | 2,69    |

## Статистика
- Валовой внутренний продукт на 2003 год составляет 327 799 600,00 реалов (данные: Бразильский институт географии и статистики).
- Валовой внутренний продукт на душу населения на 2003 год составляет 1850,68 реалов (данные: Бразильский институт географии и статистики).
- Индекс развития человеческого потенциала на 2000 год составляет 0,622 (данные: Программа развития ООН).

## Состав микрорегиона
В составе микрорегиона включены следующие муниципалитеты:
1. Афуа
2. Анажас
3. Бревис
4. Курралинью
5. Сан-Себастьян-да-Боа-Виста